# Équipe cycliste Efapel (2022)
L'équipe cycliste Efapel est une équipe cycliste portugaise, ayant le statut d'équipe continentale depuis sa création en 2022. Elle ne doit pas être confondue avec l'équipe Sabgal-Anicolor sponsorisée par Efapel entre 2011 et 2021.

## Dopage
En août 2022, les domiciles de Francisco Campos et João Benta sont fouillés par la police dans le cadre de l'« Operação Prova Limpa », une longue enquête policière menée par les procureurs de Porto. Ils sont retirés par l'équipe de la liste de départ du Tour du Portugal qui s'élance peu après. Le 7 février 2023, Benta est suspendu provisoirement pour « usage de méthodes et/ou substances interdites » par l'Union cycliste internationale.

## Principales victoires

### Championnats nationaux
- Championnats du Portugal sur route : 1
  - Contre-la-montre espoirs : 2022 (Tiago Antunes)

## Classements UCI
L'équipe participe aux épreuves des circuits continentaux et en particulier de l'UCI Europe Tour. Le tableau ci-dessous présente les classements de l'équipe sur ce circuit, ainsi que son meilleur coureur au classement individuel.
UCI Europe Tour
| UCI Europe Tour | UCI Europe Tour        | UCI Europe Tour                           | UCI Europe Tour |
| Année           | Classement par équipes | Meilleur coureur au classement individuel |                 |
| --------------- | ---------------------- | ----------------------------------------- | --------------- |
| 2022            | 69e                    | Tiago Antunes (418e)                      |                 |
| 2023            | 66e                    | -                                         |                 |
|                 |                        |                                           |                 |
| Source : UCI    |                        |                                           |                 |

L'équipe est également classée au Classement mondial UCI qui prend en compte toutes les épreuves UCI et concerne toutes les équipes UCI.
| Classement mondial | Classement mondial     | Classement mondial                        | Classement mondial |
| Année              | Classement par équipes | Meilleur coureur au classement individuel |                    |
| ------------------ | ---------------------- | ----------------------------------------- | ------------------ |
| 2022               | 117e                   | Tiago Antunes (530e)                      |                    |
| 2023               | 122e                   | Joaquim Silva (812e)                      |                    |
| 2024               | -                      | Abner González (501e)                     |                    |
|                    |                        |                                           |                    |
| Source : UCI       |                        |                                           |                    |

## Efapel Cycling en 2025
Effectif
| Effectif 2025            | Effectif 2025     | Effectif 2025 | Effectif 2025                               |
| Cycliste                 | Date de naissance | Pays          | Équipe précédente                           |
| ------------------------ | ----------------- | ------------- | ------------------------------------------- |
| Tiago Antunes            | 9 avril 1997      | Portugal      | Tavfer-Measindot-Mortágua (2021)            |
| André Carvalho           | 31 octobre 1997   | Portugal      | Sabgal-Anicolor (2024)                      |
| Pedro Castro Pinto       | 13 juin 2004      | Portugal      |                                             |
| António Ferreira         | 3 avril 2000      | Portugal      | Kelly-Simoldes-UDO (2023)                   |
| Alexander Grigoriev      | 21 mars 1992      | Russie        | Atum General-Tavira-Maria Nova Hotel (2022) |
| Santiago Mesa            | 11 novembre 1997  | Colombie      | ABTF Betão-Feirense (2023)                  |
| Mauricio Moreira         | 18 juillet 1995   | Uruguay       | Sabgal-Anicolor (2024)                      |
| Pedro Pinto              | 5 novembre 2000   | Portugal      | Tavfer-Mortágua-Ovos Matinados (2022)       |
| Joaquim Silva            | 19 mars 1992      | Portugal      | Tavfer-Measindot-Mortágua (2021)            |
| Keegan Swirbul           | 2 septembre 1995  | États-Unis    | Human Powered Health (2022)                 |
| Oriol Vidal              | 5 avril 1993      | Espagne       |                                             |
|                          |                   |               |                                             |
| Source : ProCyclingStats |                   |               |                                             |

Victoires
| Victoires | Victoires | Victoires | Victoires | Victoires | Victoires |
| Date      | Course    | Pays      | Classe    | Vainqueur |           |
| --------- | --------- | --------- | --------- | --------- | --------- |